# Federico Bonasso
Federico Bonasso (Buenos Aires, 29 de junio de 1967) es un compositor y escritor argentino-mexicano. Reside en México desde 1980. Es fundador de la banda El Juguete Rabioso, donde es autor y vocalista. 
Actualmente compone música para películas y dirige Estudio Yubarta, compañía que aglutina a diversos músicos y técnicos y brinda servicios de música para imagen. Ha publicado ficción y poesía en diversas revistas. En 2007 editó su primera novela Regreso a México. En 2019 Pinguin Random House publicó su novela Diario negro de Buenos Aires.

## Biografía
Llegó a México a los 12 años de edad, procedente de Buenos Aires, a consecuencia del exilio político de sus padres, perseguidos por la dictadura militar que gobernó Argentina de 1976 a 1983.
Las primeras lecciones de piano las recibió de su madre, y de su padre heredó el gusto por el jazz. Inició su carrera musical a los 18 años junto con Santiago Behm y Fernando Urdapilleta , amigos del colegio Luis Vives de la Ciudad de México, con quienes fundó el grupo de rock El Juguete Rabioso en 1987. Después se sumarían Francisco Ríos, Jaime Lichi y Coco Ruiz. Con una amplia experiencia en escenarios, Bonasso se consolidó en El Juguete Rabioso como buen baterista (primera etapa),  y vocalista (segunda etapa), siguiendo las influencias de los que considera “los cinco abuelos del rock” anglosajón: The Beatles, The Who, Led Zeppelin, Pink Floyd y Peter Gabriel. Del rock en español es evidente la influencia de Charly García y Fito Páez. 
Componer para cine lo reencontró con la música clásica que le presentara su madre siendo niño, destacando entre sus gustos Corelli, Vivaldi, Bach, Beethoven, Scriabin y Chopin. Al mismo tiempo no niega su admiración por compositores de Hollywood como los legendarios John Williams y John Barry, o Michael Kamen, Hans Zimmer y Thomas Newman.
A mediados de los noventa comenzó a componer música para imagen de la mano del documentalista argentino Jorge Denti. Su primer trabajo importante fue Evita, la tumba sin paz, de Tristán Bauer (Channel 4, Londres, 1996), documental ficcionado para el que compuso el “Adagio para Evita”, de cuerdas. Para Tristán Bauer también hizo la música de la película sobre Jorge Luis Borges, Los libros y la noche, en 1999, con la que obtuvo el premio “Mejor música del cine argentino 2000” que otorga la Asociación de Músicos de Cine de la Argentina
A lo largo de su trayectoria ha colaborado con diversos artistas. Es el caso del soundtrack de Iluminados por el fuego que realizó junto a uno de sus héroes de juventud: el compositor León Gieco. También destaca su encuentro con Alberto Núñez para la música de La huella del doctor Guevara de Jorge Denti (nominada en los premios Pantalla de Cristal 2014). Siempre involucra en sus producciones a reconocidos músicos, como la intervención de César Olguín en el bandoneón de Iluminados por el fuego. Así como su colaboración frecuente con el talentoso acordeonista mexicano Leonardo Soqui.  En el año 2000 tuvo un grupo efímero de rock con Martín García Reinoso, guitarrista (entre otros) de Luis Alberto Spinetta, Julieta Venegas y Vicentico.
Se alejó de los escenarios tras la separación de El Juguete Rabioso, pero en 2006 reversionó su canción “La memoria en donde ardía”, y en 2017 lanzó su postergado proyecto de canciones solista: La Subversión.

### La Subversión
Se sabe que estuvo vinculado a esta agrupación de estudio durante los noventa. Federico regalaba los álbumes de La Subversión desde los escenarios del Juguete Rabioso. Este grupo sacó en formato casete y de manera independiente once álbumes,  y su origen y composición fueron siempre un misterio. En 2017 apareció el primer álbum de esta agrupación conducida por Bonasso: "El asqueroso pop de La Subversión". Tuvo una presentación muy exitosa y recibió estupendas críticas, como la de The Rolling Stone México, que la calificó con 4 estrellas. A partir de entonces La Subversión se ha presentado en algunas ocasiones demostrando una combinación entre originalidad y poder escénico. Suelen acompañar a Bonasso, en este proyecto, músicos de enorme talento: Nay Stanfield en las voces, Ariel Cavalieri en el bajo, Miguelón Ortiz en la guitarra y Luis Huerta en la batería. La aparición del ex caifán Alejandro Marcovich en la versión en vivo de la canción "Todo se va" generó un virtuoso encuentro que puede apreciarse en el canal de Youtube de Bonasso.

El regreso de El Juguete Rabioso
A partir de su reencuentro para ir a tocar a La Habana, Cuba y a Buenos Aires, Argentina (en 2006 y 2007 respectivamente) El Juguete Rabioso ha estado reapareciendo en algunas presentaciones importantes. Realizaron una aparición destacada en el Festival Vive Latino de 2016. En diciembre de 2022 festejaron los treinta años de su primer LP "Caras Modernas". Y en 2023 anunciaron que entraban de nuevo al estudio de grabación a producir el tanto tiempo postergado "Tercer disco".

Actividad periodística y de análisis
En los últimos años Federico Bonasso ha destacado como analista en diversos temas. Destacando su interés en la relación entre ética y política y la batalla ideológica entre izquierdas y derechas. Su presencia ha ido creciendo en medios de comunicación y espacios periodísticos. Participa semanalmente en el espacio periodístico de Julio Astillero, y tiene un programa con los periodistas Jesús Escobar y Ricardo Balderas llamado "Narrativas". 

## Discografía
| Título                               | Compañía                 | Productor        |
| ------------------------------------ | ------------------------ | ---------------- |
| Caras Modernas (El Juguete Rabioso)  | 1992, Discos Rockotitlán | Memo Méndez Guiu |
| Almatotal (El Juguete Rabioso)       | 1995, Warner Bros        | Pablo Novoa      |
| Iluminados por el fuego (Soundtrack) | 2005, Sony               |                  |
| El asqueroso pop de La subversión    | 2017, El Jugo Records    | Elías Dunwich    |

Soundtracks
- Asesino en serio
- Iluminados por el fuego
- Reencuentros
- Bajo la sal
- Paradas continuas

## Filmografía
| Año  | Título                         | Formato                                       | Director          |
| ---- | ------------------------------ | --------------------------------------------- | ----------------- |
| 1997 | Evita, una tumba sin paz       | documental                                    | Tristán Bauer     |
| 1999 | Los libros y la noche          | largometraje                                  | Tristán Bauer     |
| 2003 | Asesino en serio               | Largometaje                                   | Antonio Urrutia   |
| 2004 | Voces inocentes                | Música de trailer                             | Luis Mandoki      |
| 2004 | Pata de Gallo                  | cortometraje                                  | Celso García      |
| 2005 | Iluminados por el fuego        | largometraje                                  | Tristán Bauer     |
| 2006 | Juan Gelman y otras cuestiones | documental                                    | Jorge Denti       |
| 2006 | Por amor                       | largometraje “Amor sexo y otras perversiones” | Gustavo Loza      |
| 2007 | Maras                          | documental                                    | Discovery Channel |
| 2008 | Bajo la sal                    | largometraje                                  | Mario Muñoz       |
| 2009 | Paradas continuas              | largometraje                                  | Gustavo Loza      |
| 2010 | Héroes del Norte (temporada 1) | serie de TV                                   | Gustavo Loza      |
| 2011 | Bittersweet simphony           | cortometraje                                  | Edgar Aguilera    |
| 2012 | Héroes del Norte (temporada 2) | serie de TV                                   | Gustavo Loza      |
| 2012 | Cloroformo (temporada 1)       | serie de TV                                   | Gustavo Loza      |
| 2012 | El Albergue (temporada 1)      | serie de TV                                   | Gustavo Loza      |
| 2012 | El Albergue (temporada 2)      | serie de TV                                   | Gustavo Loza      |
| 2012 | La clínica (temporada 1)       | serie de TV                                   | Gustavo Loza      |
| 2012 | El despertar de los mayas      | documental                                    | Guillermo Mendía  |
| 2013 | Héroes del Norte (temporada 3) | serie de TV                                   | Gustavo Loza      |
| 2013 | La clínica (temporada 2)       | serie de TV                                   | Gustavo Loza      |
| 2013 | La huella del doctor Guevara   | documental                                    | Jorge Denti       |
| 2014 | Siqueiros                      | documental                                    | Jorge Denti       |
| 2015 | Ella es Ramona                 | largometraje                                  | Hugo Rodríguez    |
| 2016 | Qué culpa tiene el niño        | largometraje                                  | Gustavo Loza      |
| 2018 | El Gallinero                   | largometraje                                  | Fabián Ibarra     |
| 2020 | Run Coyote Run                 | serie de TV                                   | Gustavo Loza      |
| 2023 | Welcome al norte               | largometraje                                  | Gustavo Loza      |